# Treppio
Treppio is een plaats (frazione) in de Italiaanse gemeente Sambuca Pistoiese.